# Maria Anna Mancini
Maria Anna Mancini, duchesse de Bouillon (Roma, 1649 – Clichy, 20 giugno 1714), era la più giovane delle sorelle Mancini, che insieme alle due cugine Martinozzi erano conosciute alla corte di Luigi XIV di Francia come les Mazarinettes, poiché il loro zio era il primo ministro del re, il cardinale Mazarino.

## Famiglia
I genitori di Maria Anna Mancini erano Lorenzo Mancini un barone romano, negromante ed astrologo, e di Geronima Mazarino (1614 – 1656), sorella del cardinale Mazarino
Le sue quattro famose sorelle furono:
- Laura (1636–1657), la maggiore, sposò Luigi di Borbone, Duca di Vendôme e divenne la madre del famoso generale francese Luigi Giuseppe, Duca di Vendôme
- Olimpia (1640-1708), sposò Eugenio Maurizio, Conte di Soissons e divenne la madre del famoso generale austriaco Eugenio di Savoia
- Maria (1639-1715), la terza sorella, era considerata la meno bella delle sorella ma fu quella che strappò il prezzo più alto: Luigi XIV. Il giovane re era talmente infatuato di lei che voleva sposarla. Alla fine, fu costretto a riniunciare a lei, ed ella sposò il Principe Lorenzo Colonna che osservò che rimase sorpreso nello scoprirla vergine dato che no si aspettava di trovare "l'innocenza fra gli amori di un sovrano". (dal libro di Antonia Fraser Gli Amori del Re Sole)
- Ortensia (1646-1699), la bellezza di famiglia, che fuggì dal marito violento, Armand-Charles de la Porte, duc de La Meilleraye, ed andò a Londra dove divenne l'amante di Re Carlo II.

Le Mancini non erano gli unici membri femminili della famiglia che il Cardinale Mazarino portò alla corte francese. Le altre furono le cugine di primo grado di Maria Anna, figlie della sorella maggiore del cardinale. La maggiore, Laura Martinozzi, sposò Alfonso IV d'Este, Duca di Modena e fu la madre di Maria Beatrice d'Este, seconda moglie di Giacomo II d'Inghilterra. La minore, Anna Maria Martinozzi, sposo Armando, Principe di Conti.
Le Mancini avevano anche tre fratelli: Paolo, Filippo ed Alfonso. Filippo Giulio Mancini fu amante di Filippo di Francia fratello di Luigi XIV di Francia.

## Infanzia
Maria Anna raggiunse la città di Parigi nel 1665, parecchio tempo dopo le sue sorelle e divenne la prediletta viziata della corte e dello zio, che era molto deliziato dai versi della seienne e dalle sue battute. Era considerata bella ed intelligente, anche più della sorella Ortensia, la nipote prediletta del Mazarino, e di lei si diceva che fosse la più bella e vivace delle sorelle Mancini, eccelleva nella danza barocca e nel teatro in maschera ed aveva una grande padronanza di sé.

## Matrimonio e discendenza
Lo zio morì che lei aveva appena 13 anni e l'antivigilia del decesso il visconte di Turenne si approssimò al suo letto chiedendo la mano della nipote per il proprio nipote Goffredo Maurizio de La Tour d'Auvergne, 3º duca di Bouillon, figlio del fratello Federico Maurizio de La Tour d'Auvergne-Bouillon. Circa un anno dopo, il 22 aprile 1662, Maria Anna sposava il duca di Bouillon all'Hôtel de Soissons in Parigi, alla presenza del re Luigi XIV e delle due regine.
Il duca era un ottimo soldato ma un cattivo cortigiano, ed era ancor meno interessato alla letteratura, cosicché la giovane duchessa dovette preoccuparsi da sola a tenere i suoi collegamenti con il mondo artistico e la sua piccola accademia letteraria presso Palazzo Bouillon.
Maria Anna ebbe dal marito sette figli:
- Louis Charles de La Tour d'Auvergne, Prince of Turenne (14 gennaio 1665–4 agosto 1692) morì ad Enghien, sposò Anne Geneviève de Lévis, figlia di Madame de Ventadour, senza figli;
- Marie Élisabeth de La Tour d'Auvergne, Mademoiselle de Bouillon (8 luglio 1666–24 dicembre 1725) nubile;
- Emmanuel Theodose de La Tour d'Auvergne, Duca di Bouillon (1668–17 aprile 1730) sposò in prime nozze Marie Armande Victoire de La Trémoille (1677–1717) con figli; sposò poi Louise Françoise Angélique Le Tellier (nipote di Louvois) con figli; si sposò per la terza volta con Anne Marie Christiane de Simiane (m.1722) con figli; poi con Louise Henriette Françoise de Lorraine (figlia del Conte di Harcourt) ed ebbe figli;
- Eugene Maurice de La Tour d'Auvergne, Principe di Château-Thierry (29 marzo 1669–23 novembre 1672) celibe;
- Frédéric Jules de La Tour d'Auvergne, Principe d'Auvergne (2 maggio 1672–1733) sposò Olive Catherine de Trantes ed ebbe figli;
- Louis Henri de La Tour d'Auvergne, Conte d'Évreux (2 agosto 1674–23 gennaio 1753) sposò Marie Anne Crozat, figlia di Antoine Crozat, senza discendenza;
- Louise Julie de La Tour d'Auvergne, Mademoiselle de Château-Thierry (26 novembre 1679–21 novembre 1750) sposò François Armand, Principe di Guéméné da cui ebbe un solo figlio che morì all'età di 3 anni

Ella allevò inoltre i due figli sopravvissuti della sorella maggiore Laura (1636 – 1657), moglie di Luigi di Vendôme, duca di Mercœur (1612 – 1669), malgrado non avesse che pochi anni più di loro: 
- Luigi Giuseppe di Borbone-Vendôme (1654 – 1712), 6º Duca di Vendôme.
- Filippo di Borbone-Vendôme (1655 – 1727), detto Il priore di Vendôme.

## Ultimi anni
Ella fu ricordata per il suo mecenatismo e per la protezione accordata all'allora giovane poeta francese La Fontaine.
Compromessa nel cosiddetto Affare dei veleni con l'accusa di aver premeditato l'avvelenamento del marito al fine di poter sposare il proprio nipote Luigi Giuseppe di Borbone-Vendôme (1654 – 1712) ne uscì completamente scagionata e riabilitata